# Bennet Ahnfeldt
Bennet Ahnfeldt (* 4. August 1981) ist ein ehemaliger deutscher Basketballspieler und jetziger Spielerberater und -vermittler.

## Werdegang
Ahnfeldt wechselte 2002 von der TSG Bergedorf zum EBC Rostock, für den er in der 2. Regionalliga spielte. Ab 2006 war er Mitglied der zweiten Herrenmannschaft des TV 1862 Langen in der Regionalliga Südwest-Nord. In der Saison 2009/10 gehörte der 1,95 Meter große Flügelspieler dem Aufgebot der Hessen in der 2. Bundesliga ProA an und kam auf einen Einsatz in der zweithöchsten deutschen Spielklasse.
Ahnfeldt studierte an der Deutschen Sporthochschule in Köln, 2012 legte er dort seine Diplomarbeit „Die Ausländerregelung der Basketball Bundesliga und ihre Auswirkung auf die effektiven Spielzeiten der deutschen Spieler in der Saison 2004/2005“ vor. Er war beruflich zehn Jahre beim Sportartikelhersteller Nike beschäftigt und wurde dann als Berater und Vermittler von Basketballspielern tätig. Zu den von ihm betreuten Spielern gehören beziehungsweise gehörten unter anderen Christian Standhardinger, Louis Olinde, Michael Kessens, Tim Schneider und Joshiko Saibou. Die Frankfurter Allgemeine Zeitung bezeichnete Ahnfeldt im Mai 2022 als einen „der wichtigsten Berater im deutschen Basketball“.